# Geniostoma petiolosum
Geniostoma petiolosum là một loài thực vật có hoa trong họ Mã tiền. Loài này được C.Moore & F.Muell. mô tả khoa học đầu tiên năm 1871.